# Xã Clyde, Quận St. Clair, Michigan
Xã Clyde (tiếng Anh: Clyde Township) là một xã thuộc quận St. Clair, tiểu bang Michigan, Hoa Kỳ. Năm 2010, dân số của xã này là 5.579 người.